# کاژیمیش مارچینکیویتس
کازیمیرز مارچینکیویتس (انگلیسی: Kazimierz Marcinkiewicz؛ ‏ تلفظ لهستانی: [kaˈʑimjɛʂ]؛ ‏ زادهٔ ۲۰ دسامبر ۱۹۵۹) یک سیاست‌مدار اهل لهستان است.وی از اکتبر ۲۰۰۵ تا ژوئیه ۲۰۰۶ نخست‌وزیر این کشور بود.وی از اعضای حزب قانون و عدالت لهستان است.